# Veneti
Veneti je historično ime za več različnih antičnih indoevropskih ljudstev:
- Armoriški Veneti – keltsko ljudstvo v današnji Bretanji.
- Baltski Veneti – indoevropsko ljudstvo na Poljskem, katerega ime so Germani prenesli na Slovane.
- Paflagonski Veneti – indoevropejsko ljudstvo, ki je v času trojanske vojne živelo na severnem delu Anatolije
- Severnojadranski Veneti – indoevropsko ljudstvo v severovzhodni Italiji.